# 영순면
영순면(永順面)은 대한민국 경상북도 문경시의 면이다. 넓이는 39km2이고, 인구는 2006년 기준으로 2,802명이다. 지도의 한자는 잘못되어 있다.

## 행정 구역
| 법정리 | 한자명 | 행정리                    | 비고                   |
| ------ | ------ | ------------------------- | ---------------------- |
| 금림리 | 錦林里 | 금림1리, 금림2리          |                        |
| 김용리 | 金龍里 | 김용리                    |                        |
| 달지리 | 達池里 | 달지1리, 달지2리          |                        |
| 말응리 | 末應里 | 말응1리, 말응2리          |                        |
| 사근리 | 沙斤里 | 사근1리, 사근2리          |                        |
| 오룡리 | 五龍里 | 오룡리                    |                        |
| 왕태리 | 旺泰里 | 왕태1리, 왕태2리, 왕태3리 |                        |
| 율곡리 | 栗谷里 | 율곡1리, 율곡2리          |                        |
| 의곡리 | 蟻谷里 | 의곡1리, 의곡2리, 의곡3리 | 면 행정복지센터 소재지 |
| 이목리 | 梨木里 | 이목1리, 이목2리          |                        |
| 포내리 | 浦內里 | 포내1리, 포내2리          |                        |

## 교육
- 영순초등학교 (사근리)
  - 영창분교 (폐교) : 영순면 영순로 645 (오룡리)
- 영동초등학교 (폐교) : 영순면 솔안마길 31-3 (말응리)
- 영순중학교 (폐교) : 영순면 영순로 366 (사근리)